# 绝伦杜鹃
绝伦杜鹃（学名：Rhododendron invictum）为杜鹃花科杜鹃花属下的一个种。

## 扩展阅读
- 維基物種上的相關：绝伦杜鹃